# Hildebrandtina
Hildebrandtina is een geslacht van kevers uit de familie bladkevers (Chrysomelidae).
De wetenschappelijke naam van het geslacht werd in 1910 gepubliceerd door Julius Weise.

## Soorten
- Hildebrandtina halticoides Bechyne, 1948
- Hildebrandtina obscura Bechyne, 1948
- Hildebrandtina similis Bechyne, 1948
- Hildebrandtina subregularis Bechyne, 1948
- Hildebrandtina tuberculata Bechyne, 1948
- Hildebrandtina variegata Weise, 1910